# Ústavní soud České republiky
Ústavní soud České republiky je specializovaná česká soudní instituce, která stojí mimo systém obecných soudů a jejímž základním posláním je garantovat ústavnost právního řádu a poskytovat ochranu základních lidských práv fyzických a právnických osob na základě ústavního pořádku České republiky, a to i proti rozhodnutím obecných soudů, která by nebyla v souladu s ústavním pořádkem. Rozhoduje 15 soudců včetně předsedy a dvou místopředsedkyň.
Sídlem Ústavního soudu je Brno, soud je umístěn v budově bývalé moravské Zemské sněmovny, ve které od roku 1991 sídlil již Ústavní soud ČSFR. Shromáždění občanů v okruhu 100 m od budov Ústavního soudu nebo od míst, kde Ústavní soud jedná, jsou zakázána.

## Historie

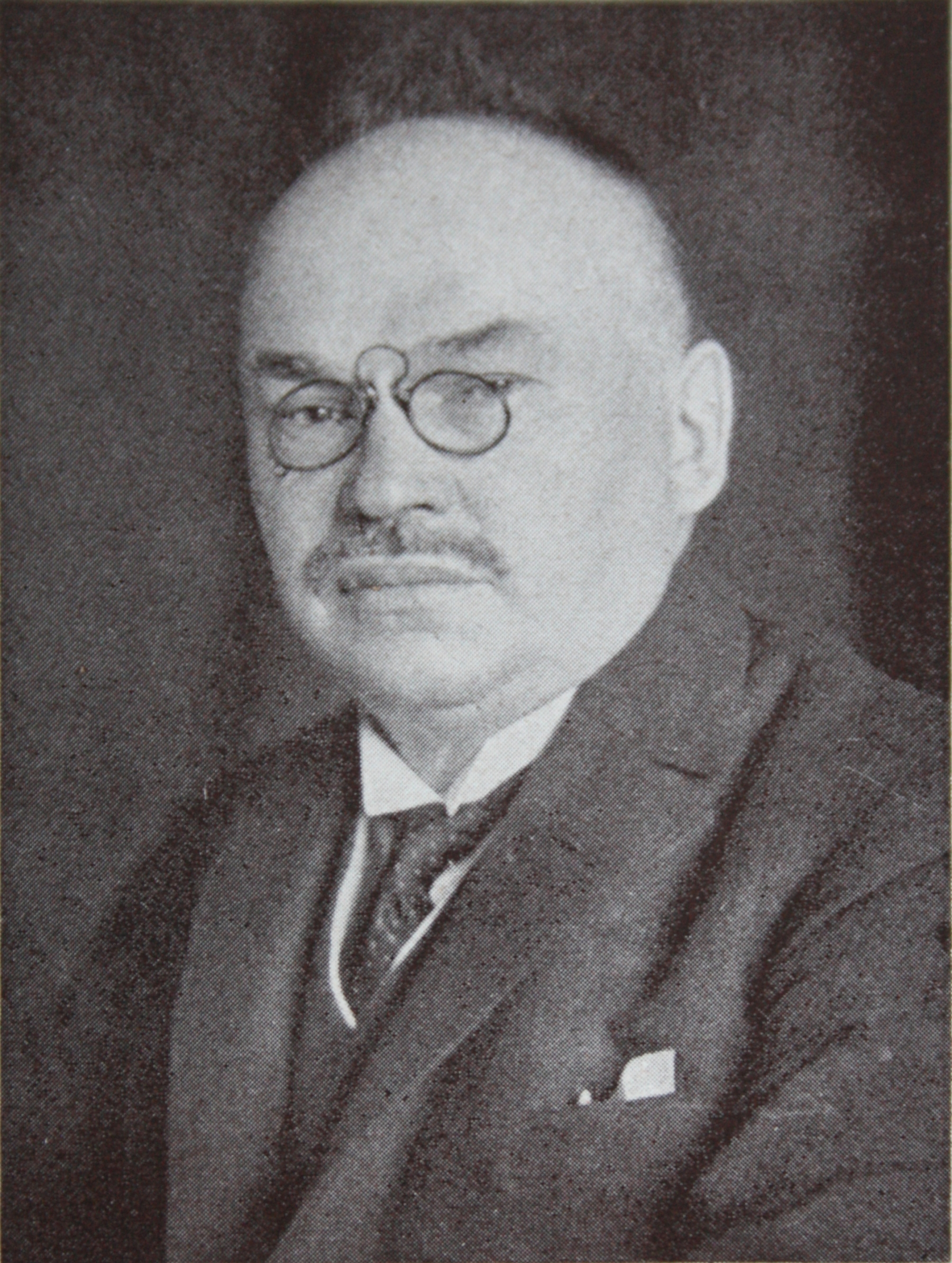
První předseda ústavního soudu Karel Baxa

Ústavní soud Československé republiky existoval už od roku 1921, institut ústavní stížnosti ale nebyl zaveden. Soud sídlil v Praze, byl sedmičlenný a funkční období bylo desetileté. Prvním předsedou se stal Karel Baxa. Činnost prvorepublikového ústavního soudu je hodnocena jako nevýznamná a málo frekventovaná. Po uplynutí prvního funkčního období nedošlo sedm let k jeho znovuobnovení, ustavující schůze krátce působícího druhého ústavního soudu proběhla až v roce 1938, jeho předsedou byl Jaroslav Krejčí. V období druhé světové války zanikl a po válce svou činnost už neobnovil.
Ústava Československé republiky z 9. května 1948 ústavní soud nezřídila. Navrhovatelé to zdůvodnili tím, že „Národní shromáždění se stává opravdu nejvyšším orgánem ve státě“ a proto „…odstraňujeme všechny zvláštní orgány, které byly více méně byrokratické povahy a které fakticky stály nad Národním shromážděním. Mám na mysli především ústavní soud,“ přičemž parlament, prezident a vláda „mají spolupracovat jako orgány jednotné lidové moci, nikoli pracovat proti sobě jako představitelé nějakých zvláštních mocí“. Rovněž v Ústavě Československé socialistické republiky z roku 1960 se s Ústavním soudem nepočítalo.
Institut ústavního soudu federace a zároveň i ústavních soudů obou republik byl zaveden až od 1. ledna 1969 Ústavním zákonem o československé federaci, který ve svém článku 101 stanovil: „V České socialistické republice a v Slovenské socialistické republice působí ústavní soudy republik. Jejich působnost a zásady organizace stanoví ústavní zákony národních rad.“ Toto ustanovení československé ústavy však bylo pouze formální, nikdy nebylo naplněno, stejně jako tehdejší ustavení federálního ústavního soudu.

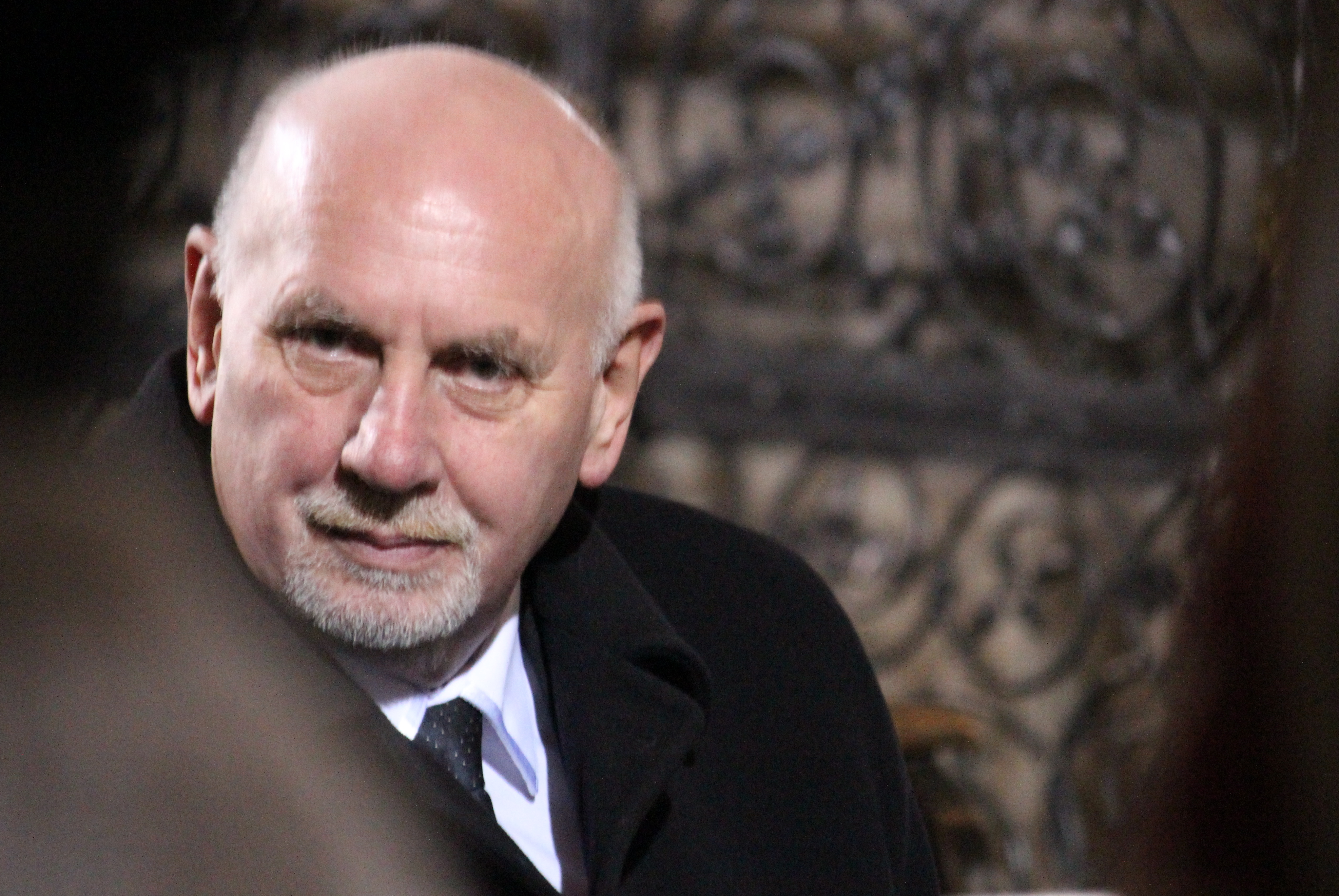
Nejdéle sloužící předseda ústavního soudu, Pavel Rychetský (2003–2023)

Ústavní soud České a Slovenské Federativní Republiky nakonec vznikl až v roce 1991 na základě zvláštního ústavního zákona. Také vznikl na základě Ústavy Slovenské republiky s účinností od 1. října 1992 Ústavní soud Slovenské republiky, avšak naplněn byl až po zániku Československa. Ústavní soud České republiky, ustavený od 1. ledna 1993 a naplněný počátkem tohoto roku, tak nemohl navázat na ústavní historii České republiky z doby federace, ale personálně i názorově do značné míry navázal na Ústavní soud ČSFR.

## Pravomoci

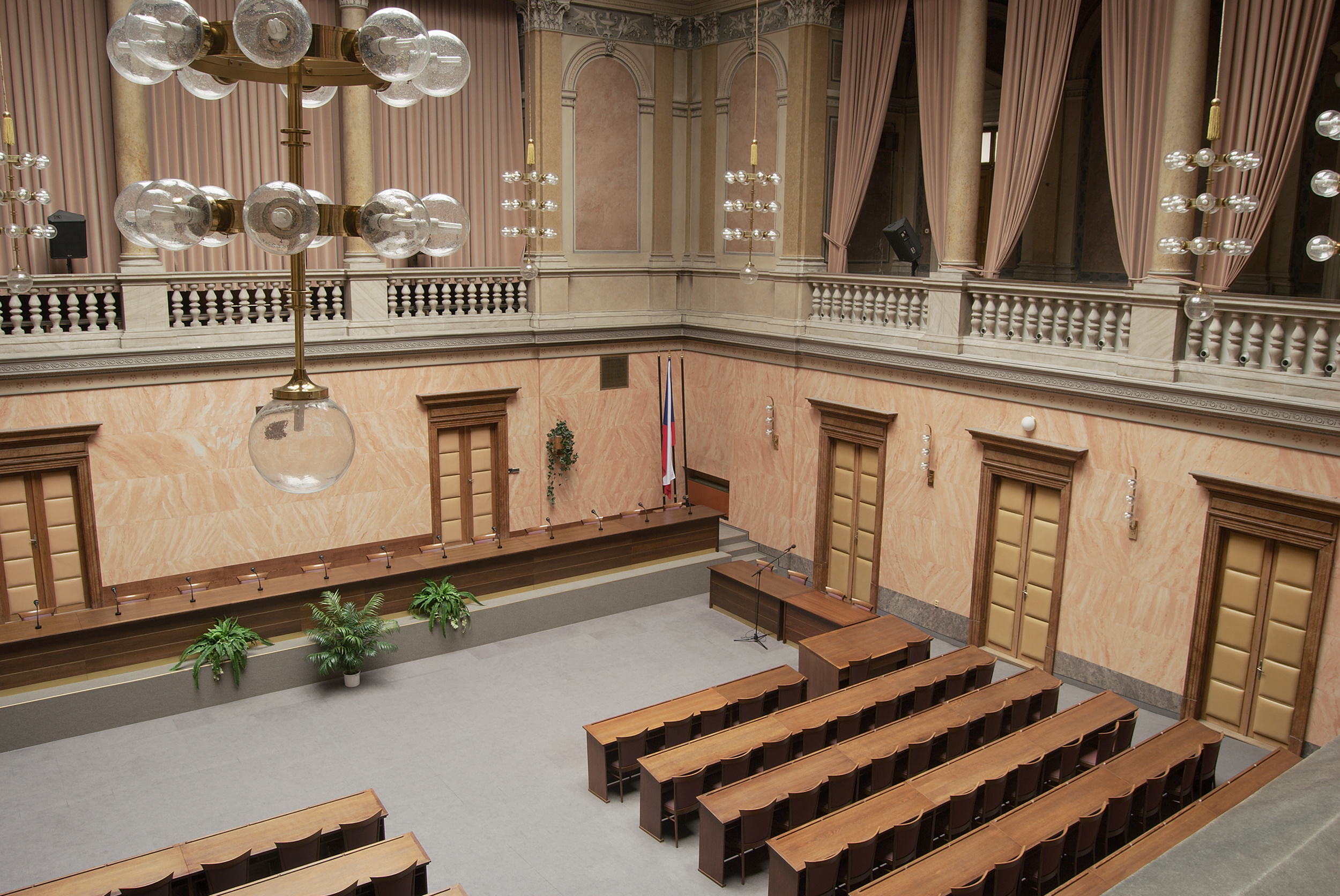
Sněmovní sál – pohled z galerie

Úkolem Ústavního soudu České republiky je dbát na ochranu ústavnosti.
Ústavní soud rozhoduje:
- o zrušení zákonů nebo jejich jednotlivých ustanovení, jsou-li v rozporu s ústavním pořádkem,
- o zrušení jiných právních předpisů nebo jejich jednotlivých ustanovení, jsou-li v rozporu s ústavním pořádkem nebo zákonem,
- o ústavní stížnosti orgánů územní samosprávy proti nezákonnému zásahu státu,
- o ústavní stížnosti proti pravomocnému rozhodnutí a jinému zásahu orgánů veřejné moci do ústavně zaručených základních práv a svobod,
- o opravném prostředku proti rozhodnutí ve věci ověření volby poslance nebo senátora,
- v pochybnostech o ztrátě volitelnosti a o neslučitelnosti výkonu funkcí poslance nebo senátora podle čl. 25 Ústavy,
- o ústavní žalobě Senátu proti prezidentu republiky podle čl. 65 odst. 2 Ústavy,
- o návrhu prezidenta republiky na zrušení usnesení Poslanecké sněmovny a Senátu podle čl. 66 Ústavy,
- o opatřeních nezbytných k provedení rozhodnutí mezinárodního soudu, které je pro Českou republiku závazné, pokud je nelze provést jinak,
- o tom, zda rozhodnutí o rozpuštění politické strany nebo jiné rozhodnutí týkající se činnosti politické strany je ve shodě s ústavními nebo jinými zákony,
- spory o rozsah kompetencí státních orgánů a orgánů územní samosprávy, nepřísluší-li podle zákona jinému orgánu,
- o souladu mezinárodní smlouvy podle čl. 10a a čl. 49 s ústavním pořádkem, a to před její ratifikací.

Přestože Ústavní soud ve své judikatuře mnohokrát zdůraznil, že není nejvyšším článkem systému obecných soudů, jako poslední vnitrostátní instance de facto slouží, neboť ústavní stížnost lze podat proti jakémukoliv rozhodnutí soudu posledního stupně bez omezení a proti jeho rozhodnutí už není v rámci České republiky přípustný žádný opravný prostředek.
Proti jeho rozhodnutí totiž existuje jediný další prostředek nápravy, a to především stížnost k Evropskému soudu pro lidská práva ve Štrasburku (nelze ale vyloučit ani řízení před Mezinárodním soudním dvorem OSN, Mezinárodním trestním soudem nebo Evropským soudním dvorem).

## Organizační uspořádání a rozhodování

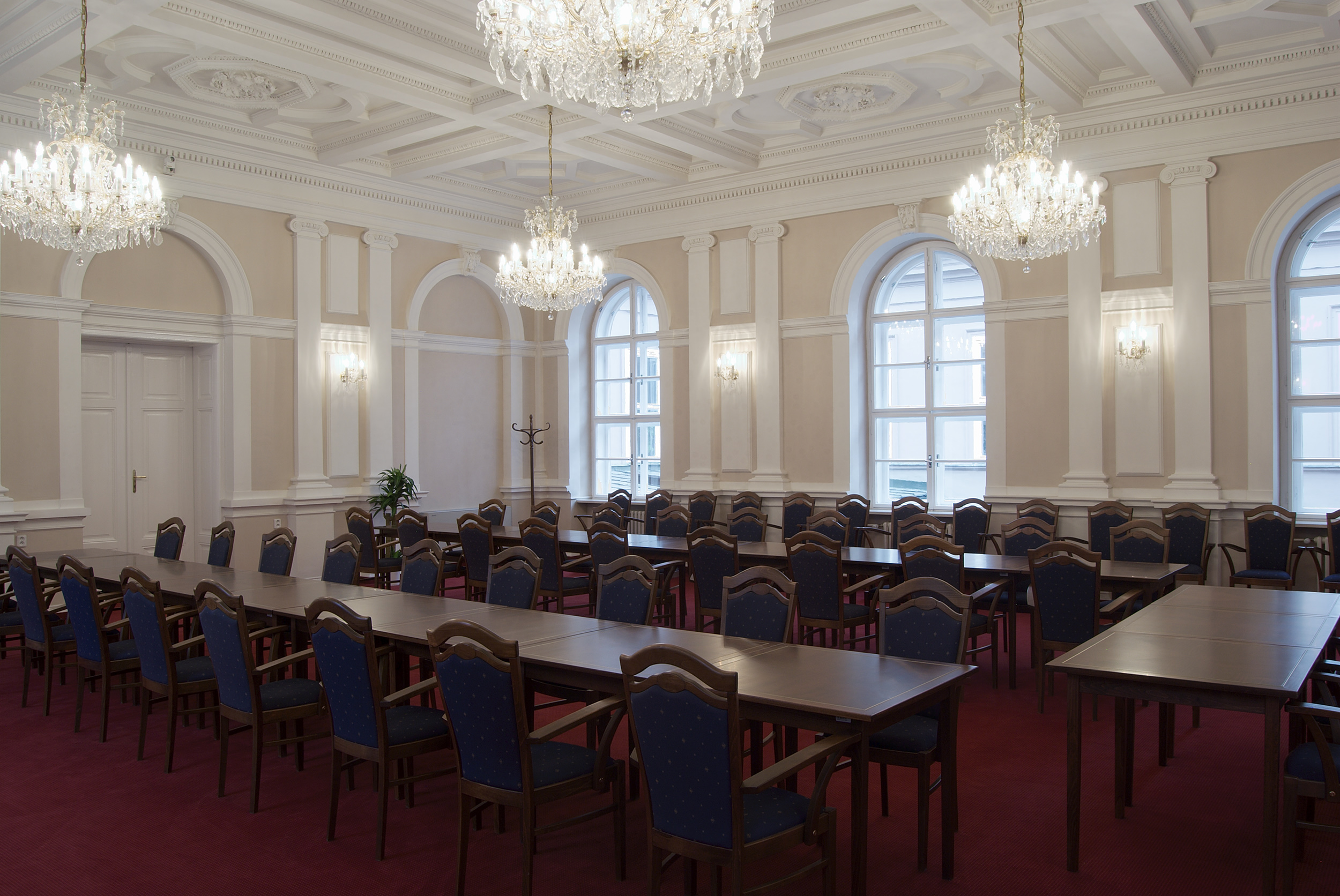
Konferenční místnost

Ústavní soud je sice součástí soudní moci, nepatří však do soustavy obecných soudů. Jde o samostatnou ústavní instituci, jejíž správu nevykonává ministerstvo spravedlnosti, ale soud sám. Tři z 15 soudců Ústavního soudu jsou přímo při jmenování prezidentem republiky určeni jako funkcionáři ústavního soudu, tj. jeden předseda a dvě místopředsedkyně. Ostatních 12 soudců je dlouhodobě rozděleno do čtyř tříčlenných senátů, označovaných římskými čísly I až IV. Předsedové senátů jsou předsedou Ústavního soudu jmenováni zpravidla na dobu jednoho kalendářního roku, přičemž žádný soudce nesmí být předsedou senátu dva roky po sobě. Předseda a místopředsedkyně soudu nemohou být stálými členy žádného senátu. Nepřítomného člena senátu zastoupí soudce určený pro tento senát rozvrhem práce, zastupujícím členem senátu může být i předseda nebo místopředsedkyně soudu. Původně bylo obsazení senátů stabilní, ke změnám docházelo jen v důsledku zániku mandátu soudce, od ledna 2016 byl však zvolen systém rotace – každý druhý rok přechází dosavadní předseda senátu k senátu s vyšším číslem (ze čtvrtého senátu k prvnímu).
Ve stanovených závažných nebo sporných případech rozhoduje Ústavní soud v plénu (hlasují všichni ústavní soudci). Pro běžnou agendu (tzv. senátní věci) jsou ústavní soudci dlouhodobě rozděleni do jednotlivých senátů, které rozhodují samostatně. Ve věci samé rozhoduje Ústavní soud nálezem, který se vždy vyhlásí veřejně, a v ostatních věcech usnesením. Kromě toho, že všechna rozhodnutí jsou přístupná na webových stránkách Ústavního soudu, se všechny nálezy a některá zásadní usnesení uveřejňují ve Sbírce nálezů a usnesení Ústavního soudu. Nejdůležitější nálezy, např. o zrušení zákonů, se vyhlašují také ve Sbírce zákonů.
Plénu jsou zákonem o Ústavním soudu vyhrazena rozhodování o zrušení zákonů nebo jiných právních předpisů nebo jejich ustanovení, o ústavní žalobě Senátu proti prezidentu republiky, o návrhu prezidenta republiky na zrušení usnesení Poslanecké sněmovny nebo Senátu, o ústavnosti rozhodnutí týkajího se rozpuštění nebo činnosti politické strany, o některých záležitostech týkajících se přistoupení České republiky k Evropské unii. Dále je plénum příslušné rozhodnout o senátních věcech, ve kterých soudní senát nerozhodl, protože žádný návrh na usnesení nezískal většinu hlasů. Plénum je dále příslušné rozhodovat o právním názoru senátu, který se odchyluje od předchozího nálezu Ústavního soudu, dále o obnovení řízení a o všech věcech, o kterých si rozhodování vyhradí. Dále plénum rozhoduje o organizačních záležitostech senátu, jmenování senátů a pravidlech rozdělení agendy mezi ně. Plénum je usnášeníschopné za přítomnosti nejméně 10 soudců.
Senátní i plenární věci se přidělují soudcům Ústavního soudu podle cyklu vyplývajícího z abecedního pořadí jejich jmen, případně též abecedního pořadí jmen či názvů navrhovatelů v případě návrhů podaných během téhož dne, bez ohledu na předmět rozhodování. V každém druhém přidělovacím kole se vynechává předseda soudu a v každém čtvrtém kole místopředsedkyně soudu. Takto stanovený soudce zpravodaj může plénu navrhnout předání případu jinému soudci, souhlasí-li s tím, v takovém případě dostane soudce, který se případu takto zbavil, náhradou ten následující případ, který by jinak dostal ten soudce, který za něj případ převzal. Předseda ÚS může se souhlasem pléna vyrovnávat nerovnoměrnosti v zatížení soudců. Je-li senátní věc přidělena soudci, který je členem některého ze senátů, je jeho senát příslušný k rozhodnutí. K řízení o věcech přidělených předsedovi ÚS jsou střídavě příslušné I., II., III. a IV. senát, k věcem přiděleným 1. místopředsedkyni ÚS se střídá příslušnost I. a II. senátu, k věcem přiděleným 2. místopředsedkyni ÚS se střídá příslušnost III. a IV. senátu, přičemž v takto přidělených věcech funkcionáři ÚS zastupují soudce, který byl v době nápadu věci předsedou příslušného senátu.
Před hlasováním v plénu je každý soudce oprávněn podat návrh usnesení, při hlasování pak každý soudce musí hlasovat pro některý z podaných návrhů. Nezíská-li žádný z návrhů většinu, hlasování se opakuje s tím, že před hlasováním se soudci vyjádří, zda na svých návrzích setrvávají, případně mohou podat nové návrhy. Pokud se ani opakovaným hlasováním nedojde k rozhodování, hlasuje se potřetí, a to pouze o těch dvou návrzích, které ve druhém hlasování získaly nejvíce hlasů. V plénu je usnesení přijato, hlasovala-li pro něj většina přítomných soudců, pro vybrané druhy rozhodnutí (například zrušení zákona či jeho ustanovení nebo revize právního názoru obsaženého v dřívějším nálezu Ústavního soudu) však zákon vyžaduje souhlas nejméně 9 ústavních soudců. Soudce, který s usnesením (s výjimkou usnesení o vnitřních věcech soudu) nesouhlasí, má právo, aby jeho odlišné stanovisko bylo s jeho jménem připojeno k protokolu.
Senát je usnášeníschopný pouze v plném počtu tří členů, přičemž stálí členové mohou být zastoupeni jiným soudcem. Senát se usnáší většinou hlasů, v některých případech odmítnutí návrhu vyžaduje zákon souhlas všech tří členů senátu. Je-li takto přijatý právní názor senátu odlišný od dřívějšího nálezu Ústavního soudu, je otázka předložena plénu a jeho stanoviskem je pak senát v dalším řízení vázán. Každý člen senátu je před hlasováním oprávněn podat návrh usnesení a každý člen musí při hlasování hlasovat pro některý z podaných návrhů. Hlasuje se tak, že každý člen senátu ústně sdělí, se kterým z podaných návrhů souhlasí. Pokud při rozhodnutí ve věci samé nezíská žádný návrh potřebnou většinu, předloží předseda senátu věc bez zbytečného odkladu k rozhodnutí plénu. V ostatních věcech (procedurálních rozhodnutích) při rovnosti hlasů rozhoduje hlas předsedy senátu. Člen senátu, který s rozhodnutím ve věci nebo s jeho odůvodněním nesouhlasí, má právo, aby jeho odlišné stanovisko s uvedením jeho jména bylo připojeno k protokolu o jednání.

## Soudci Ústavního soudu
Patnáct soudců Ústavního soudu jmenuje prezident republiky se souhlasem Senátu (poprvé se uplatnilo v roce 2000). Funkční období ústavního soudce je 10 let, avšak s možností opakovaného jmenování téže osoby. Soudcem Ústavního soudu může být jmenován bezúhonný občan, který je volitelný do Senátu (věk nad 40 let), má vysokoškolské právnické vzdělání a byl nejméně deset let činný v právnickém povolání.  Soudce Ústavního soudu se ujímá své funkce složením tohoto slibu do rukou prezidenta republiky: „Slibuji na svou čest a svědomí, že budu chránit neporušitelnost přirozených práv člověka a práv občana, řídit se ústavními zákony a rozhodovat podle svého nejlepšího přesvědčení nezávisle a nestranně.“ Předseda soudu jmenuje každému soudci na jeho návrh asistenty soudce.
Zatímco v době prezidentství Václava Havla se mezi prezidentem a Senátem v otázce jmenování neobjevily vážnější rozpory, po nástupu Václava Klause se o jmenování ústavních soudců rozhořel ostrý konflikt, když Senát postupně odmítl čtyři prezidentem navržené kandidáty, Aleše Pejchala dokonce dvakrát. Mezi Senátem zamítnuté kandidáty patřili například Václav Pavlíček (22 hlasů ze 76), Vladimír Balaš (30 ze 78), Klára Samková (29 ze 77), Milan Galvas (25 ze 70). Prezident žádost Senátu o navrhování většího počtu lépe vyhovujících kandidátů označil za skandální, zatímco Senát prezidentovi vytkl, že s ním své návrhy předem nekonzultuje. Od července 2003 do prosince 2005 tak Ústavní soud neměl plný počet členů, kvůli čemuž například senátor Zdeněk Bárta označil v dubnu 2004, kdy chyběli čtyři soudci a soud tedy nemohl rozhodovat závažnější věci v plénu, prezidenta Klause za velezrádce, Richard Falbr hovořil o „ústavní krizi zaviněné jen Klausem“. Podobně na konci roku 2011 Senát nesouhlasil se jmenováním Klausem navrženého Jana Sváčka a v roce 2012 Zdeňka Koudelky, počet soudců proto v červnu 2012 klesl na 13. Novému prezidentovi Miloši Zemanovi se podařilo Ústavní soud doplnit, znovu navržený Jan Sváček ale opět neprošel (30 hlasů ze 75). Podobně také neprošel Aleš Gerloch (19 ze 64).
Po jmenování tří bývalých politiků (Pavla Rychetského, Miloslava Výborného a Dagmar Lastovecké) se objevily pochybnosti, zda nově obsazený Ústavní soud bude imunní vůči vlivu politických stran. V prosinci 2010 Ústavní soud zveřejnil politickou minulost svých soudců poté, co v listopadu 2009 sám rozhodl, že veřejnost má právo znát politickou minulost soudců na všech úrovních. Podle těchto údajů čtyři ústavní soudci byli v minulosti členy KSČ, dva byli členy ČSL, jedna soudkyně byla v ODA, jeden soudce v KAN a jedna soudkyně v ODS. Pavel Rychetský byl postupně v KSČ, Občanském fóru, Občanském hnutí a ČSSD. Šest tehdejších ústavních soudců nikdy v žádné politické straně nebylo.
| předseda         | Josef Baxa               |
| místopředsedkyně | Veronika Křesťanová      |
| místopředsedkyně | Kateřina Ronovská        |
| I. senát         | Tomáš Langášek           |
| I. senát         | Dita Řepková             |
| I. senát         | Jan Wintr                |
| II. senát        | Pavel Šámal              |
| II. senát        | Jiří Přibáň              |
| II. senát        | Jaromír Jirsa            |
| III. senát       | Milan Hulmák             |
| III. senát       | Jan Svatoň               |
| III. senát       | Daniela Zemanová         |
| IV. senát        | Zdeněk Kühn              |
| IV. senát        | Lucie Dolanská Bányaiová |
| IV. senát        | Josef Fiala              |

## Významné kauzy

### 1993–2003
V roce 1993 soud na svém prvním veřejném zasedání zamítl návrh skupiny 41 opozičních poslanců na zrušení zákona o protiprávnosti komunistického režimu a o odporu proti němu.
V roce 1994 na návrh prezidenta Václava Havla zrušil část trestního zákona týkajícího se hanobení parlamentu, vlády a Ústavního soudu, trestnost hanobení republiky a hlavy státu ponechal. Na návrh koaličních poslanců zrušil podmínku trvalého pobytu na území ČR pro restituenty nezemědělského majetku, zároveň zrušil i původně dané lhůty pro uplatnění restitučních nároků.
V roce 1995 zamítl návrh na zrušení Benešova dekretu o konfiskaci nepřátelského majetku a fondech národní obnovy (tzv. kauza Dreithaler), zrušil zákaz podnikání politických stran a rozhodl, že Nejvyšší kontrolní úřad nesmí kontrolovat hospodaření stran, a zrušil podmínku trvalého pobytu na území ČR pro restituenty zemědělského majetku, zároveň zrušil i původně dané lhůty pro uplatnění restitučních nároků.
V roce 1996 potvrdil, že nárok na restituci mají občané německé a maďarské národnosti, kteří za okupace pozbyli československé státní občanství, avšak po válce je opět nabyli; rozhodl, že celková doba zadržení v případě trestního stíhání nesmí překročit 24 hodin, přičemž do lhůty se započítává i doba, po niž byla dotčená osoba zadržována Policií.
V roce 1997 vyjasnil počítání času v českém ústavním právu.
V roce 1999 rozhodl, že Dagmar Lastovecká byla platně zvolena senátorkou, když Nejvyšší soud označil její volbu za neplatnou; zrušil odejmutí tzv. čtrnáctého platu soudcům za rok 1998 a na návrh Demokratické unie zrušil podmínku nejméně 3 % získaných hlasů nutnou pro to, aby politická strana získala od státu příspěvek na úhradu volebních nákladů.
V roce 2000 přiznal ČSSD právo na vlastnictví Lidového domu, zrušil části zákona o obcích, podle nichž mohla Poslanecká sněmovna rušit sporná rozhodnutí obecních samospráv; zrušil vyhlášku ministerstva financí o regulaci nájemného z bytů a nevyhověl žádostem na přiznání tzv. čtrnáctého platu soudcům za roky 1997, 1999 a 2000.
V roce 2001 rozšířil rozsah ústavního pořádku.

### 2003–2013
V roce 2004 soud vyjasnil vztah mezi národním a komunitárním právem v tzv. kauze cukerné kvóty III či ve věci návrhu na zrušení eurozatykače.
V letech 2007 a 2008 soud řešil problematiku tzv. legislativních přílepků.
Mezi další významné kauzy patřilo například rozhodování o souladu Lisabonské smlouvy s ústavním pořádkem České republiky, na senátní podnět z dubna 2008 vydal soud nález ze dne 26. listopadu 2008, na podnět skupiny senátorů pak další nález ze dne 3. listopadu 2009.
Průlomovým rozhodnutím bylo zrušení ústavního zákona o zkrácení volebního období Poslanecké sněmovny, jímž Ústavní soud v září 2009 zrušil již vyhlášené a chystané předčasné volby do Poslanecké sněmovny. Mnozí politici, například Jiří Paroubek, Jiří Pospíšil nebo Zdeněk Jičínský, to s různými zdůvodněními označili za překročení pravomocí Ústavního soudu.
28. května 2008 Ústavní soud v plénu velmi těsným poměrem hlasů (8:7) rozhodl o tom, že placení tzv. regulačních poplatků ve zdravotnictví není v rozporu s ústavní garancí bezplatné zdravotní péče na základě pojištění (čl. 31 Listiny základních práv a svobod: „Občané mají na základě veřejného pojištění právo na bezplatnou zdravotní péči a na zdravotní pomůcky za podmínek, které stanoví zákon.“, relativizovaný ustanovením čl. 4 odst. 4: „Při používání ustanovení o mezích základních práv a svobod musí být šetřeno jejich podstaty a smyslu. Taková omezení nesmějí být zneužívána k jiným účelům, než pro jaké byla stanovena.“) Většinové stanovisko soudu sepsal zpravodaj Stanislav Balík a klíčovým argumentem soudcovská zdrženlivost a minimalizace zásahů do pravomocí vlády a zákonodárce v otázkách „v podstatě politických, kam primárně spadá i celá oblast tzv. sociálních práv“. Ústavní soud ve zdůvodnění dodal, že pokud by postupoval ve vztahu k jakékoliv reformě, tedy i reformě zdravotnictví, příliš aktivisticky, vytvořil by zajisté posléze judikaturu, která by a priori zavírala dveře jakýmkoliv reformním snahám. Prakticky stejnou situaci posuzoval v roce 2004 i slovenský ústavní soud a k volnému výkladu ústavy (připouštějícímu regulační poplatky) se přiklonil poměrem hlasů 9:2.
- pro nález byli: Stanislav Balík (soudce zpravodaj), Vlasta Formánková, Ivana Janů, Vladimír Kůrka, Dagmar Lastovecká, Jiří Mucha, Miloslav Výborný, Michaela Židlická
- proti nálezu byli: Pavel Rychetský, Jiří Nykodým, Eliška Wagnerová, Vojen Güttler, František Duchoň, Jan Musil, Pavel Holländer

V roce 2010 soud vyjasnil vydávání zákonů ve stavu legislativní nouze.
V březnu 2011 Ústavní soud ČR v plénu poměrem 9:6 schválil nález, jímž uplynutím dne 31. prosince 2011 zrušil zákon č. 347/2010 Sb., kterým se mění některé zákony v souvislosti s úspornými opatřeními v působnosti Ministerstva práce a sociálních věcí. Konstatoval, že byl zneužit stav legislativní nouze, který pravicová koalice ve sněmovně použila k tomu, aby urychlila projednání sociálních škrtů ve sněmovně tak, aby jej senát mohl projednat ještě ve starém složení, v němž koalice měla převahu, ještě než se ujali funkcí nově zvolení senátoři, mezi nimiž výrazně převážila levicová ČSSD. Zpravodajka Eliška Wagnerová do zdůvodnění napsala: „Mezi nejzákladnější práva v parlamentní demokracii patří právo opozice účastnit se parlamentních procedur i právo blokovat či oddalovat rozhodnutí většiny“.
- pro nález byli: Eliška Wagnerová (soudce zpravodaj), František Duchoň, Vlasta Formánková, Vojen Güttler, Pavel Holländer, Jan Musil, Jiří Nykodým, Pavel Rychetský, Miloslav Výborný
- proti nálezu byli: Stanislav Balík, Ivana Janů, Vladimír Kůrka, Dagmar Lastovecká, Jiří Mucha, Michaela Židlická

V porovnání těchto dvou nálezů, které spojuje podobný právní problém i podobná věcná problematika (finance a sociální problematika), tvořili ústavní soudci dva ucelené názorové bloky a jazýčkem na vahách byli v tomto případě Vlasta Formánková a Miloslav Výborný.
V roce 2012 soud opět řešil otázku vztahu národního a komunitárního práva v tzv. kauze slovenské důchody. Zrušil také povinnost veřejné služby pro nezaměstnané.
V roce 2013 rozhodoval Ústavní soud o žalobě z velezrady, kterou podal Senát Parlamentu ČR na bývalého prezidenta České republiky Václava Klause. Důvodem žaloby bylo nedovršení ratifikace Rozhodnutí Evropské rady, nečinnost při obsazování postupně uvolňovaných míst soudců Ústavního soudu, vyhlášení aboliční části amnestie, nerespektování soudního rozhodnutí ve věci návrhu na jmenování někdejšího justičního čekatele JUDr. Petra Langera, Ph.D., soudcem a nečinnost při ratifikaci Dodatkového protokolu k Evropské sociální chartě. Ústavní soud se ve svém vyjádření nezabýval podanými fakty, protože podle většinového stanoviska byla vyloučena možnost řízení o ústavní žalobě po ukončení prezidentského mandátu. Soud proto řízení zastavil. Odlišné stanovisko vznesla soudkyně Ivana Janů a Stanislav Balík.
Ústavní soud také rozhodl ve věci církevních restitucí, kde návrhu na jejich zrušení rozsáhlým nálezem nevyhověl. Soudcem zpravodajem byl Stanislav Balík, odlišná stanoviska zaujali soudci Jaroslav Fenyk, Vojen Güttler, Jan Musil a Pavel Rychetský.

### Od 2013
V roce 2019 soud konstatoval, že oznámení, že občané Ruské federace se nemohou ubytovat v jednom z ostravských hotelů, pokud nepodepíší prohlášení odsuzující anexi Krymu, nebylo diskriminační. Rozhodl tak zcela opačně, než předtím Nejvyšší správní soud. Soudce zpravodaj Vojtěch Šimíček prohlásil, že „To, co udělal daný stěžovatel, koneckonců bylo v souladu s českou zahraniční politikou i politikou mezinárodních organizací.“ Šlo o rozhodnutí tříčlenného senátu, přičemž soudce Ludvík David s ním nesouhlasil. Předseda Ústavního soudu Pavel Rychetský uvedl, že jde o uplatnění principu kolektivní viny a že se za toto rozhodnutí hluboce stydí.
V únoru 2021 rozhodl o zrušení části volebního zákona. Ústavní soud shledal, že použití D'Hondtova dělitele spolu s nestejně velkými volebními kraji znevýhodňuje některé hlasy voličů. Dále byla zrušena dodatečná uzavírací klauzule pro volební koalice ve výši 10, 15, respektive 20 procent. Odlišné stanovisko zaujali Ludvík David, Jaroslav Fenyk, Josef Fiala a Radovan Suchánek. Většině vytknuli, že „zbourala volební systém“ osm měsíců před volbami. Délka rozhodování v této věci se setkala také s kritikou z řad politiků.
V lednu 2024 zamítl Ústavní soud návrh na zrušení zákona, který k němu podali poslanci hnutí ANO v souvislosti s vládním snížením valorizace penzí.

## Budova soudu

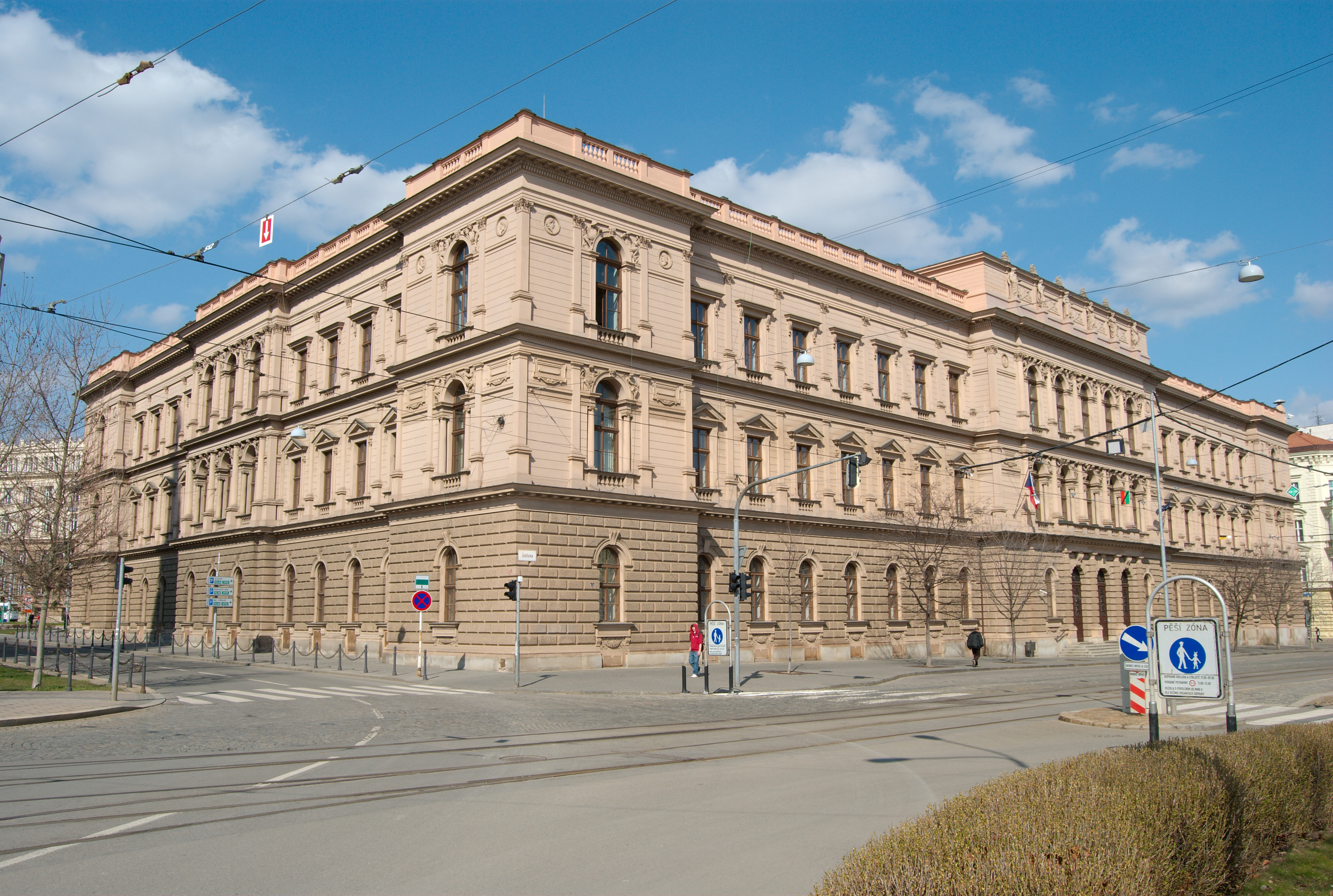
Budova ústavního soudu v Joštově ulici v Brně

Ústavní soud sídlí v budově, která byla kdysi domem Moravského zemského sněmu a je de facto jedinou parlamentní stavbou, která byla jako taková v Českých zemích od základu postavena a jako sněmovna i koncipována. Za tím účelem byla uspořádána v roce 1872 druhá architektonická soutěž, jejímž vítězem se stal Robert Raschka, podle jehož projektu byla monumentální budova také postavena. Sloužila jako místo moravského sněmování až do roku 1949. Sochy na horní římse vytvořil kamenosochař Adolf Loos starší.